# Mauro Arambarri
Mauro Arambarri (Tropezón, 30 september 1995) is een Uruguayaans voetballer die doorgaans als defensieve middenvelder speelt. Hij verruilde Boston River in juli 2018 voor Getafe CF, dat hem in het voorgaande seizoen al huurde.

## Clubcarrière
Arambarri is afkomstig uit de jeugd van Defensor Sporting. Op 15 september 2013 debuteerde hij in de Uruguayaanse Primera División tegen CA Fénix. Zijn eerste competitietreffer volgde op 21 maart 2015 tegen CA Cerro. In 35 competitieduels maakte de Uruguayaan één treffer voor Defensor Sporting. In januari 2016 zette hij zijn handtekening onder een contract tot medio 2020 bij Girondins Bordeaux. Op 3 februari 2016 maakte Arambarri zijn opwachting in de Ligue 1 tegen Olympique Lyon.

## Interlandcarrière
In 2015 debuteerde Arambarri in Uruguay –20